# Lázaro Maikel Ruíz
Lázaro Maikel Ruíz Gasso (* 12. Oktober 1984 in Havanna) ist ein kubanischer Gewichtheber.

## Karriere
Ruíz erreichte bei den Weltmeisterschaften 2006 den zehnten Platz in der Klasse bis 56 kg. 2008 gewann er bei den Panamerikanischen Meisterschaften Bronze in der Klasse bis 62 kg. Im selben Jahr nahm er an den Olympischen Spielen in Peking teil, bei denen er Sechster wurde. 2009 gewann er bei den Panamerikanischen Meisterschaften Gold und erreichte bei den Weltmeisterschaften den siebten Platz. Bei den Panamerikanischen Meisterschaften 2010 war er erneut Erster. Allerdings wurde er bei der Dopingkontrolle positiv auf Boldenon getestet und für zwei Jahre gesperrt. Nach seiner Sperre gewann Ruíz bei den Panamerikanischen Meisterschaften 2013 Bronze in der Klasse bis 56 kg und erreichte bei den Weltmeisterschaften 2013 den fünften Platz. Bei den Panamerikanischen Meisterschaften 2014 gewann er die Silbermedaille in der Klasse bis 62 kg.